# Салури, Карл Роберт
Карл Роберт Салури (эст. Karl Robert Saluri; род. 6 августа 1993, Куйметса, Рапламаа) — эстонский легкоатлет, специалист по многоборьям. Выступал за сборную Эстонии по лёгкой атлетике в 2011—2019 годах, серебряный и бронзовый призёр командного чемпионата Европы, участник летних Олимпийских игр в Рио-де-Жанейро.

## Биография
Карл Роберт Салури родился 6 августа 1993 года в деревне Куйметса уезда Рапламаа.
Впервые заявил о себе в лёгкой атлетике на международном уровне в сезоне 2011 года, когда вошёл в состав эстонской национальной сборной и выступил на домашнем юниорском европейском первенстве в Таллине, где в программе десятиборья стал восьмым.
В 2012 году был пятым в десятиборье на юниорском мировом первенстве в Барселоне.
Впоследствии в течение многих лет проходил подготовку в США во время учёбы в Университете Джорджии — состоял в местной легкоатлетической команде, неоднократно принимал участие в различных студенческих соревнованиях.
В апреле 2016 года показал результат в 8108 очков, тем самым выполнил квалификационный норматив для участия в летних Олимпийских играх в Рио-де-Жанейро. Непосредственно на Играх набрал в сумме всех дисциплин десятиборья 7223 очка, расположившись в итоговом протоколе соревнований на 23-й строке.
После Олимпиады в Рио Салури остался в составе легкоатлетической сборной Эстонии и продолжил принимать участие в крупнейших международных стартах. Так, в 2017 году на командном чемпионате Европы по легкоатлетическим многоборьям в Таллине он взял бронзу в личном зачёте и помог своим соотечественникам выиграть серебряные медали общего командного зачёта. Позже отметился выступлением на чемпионате мира в Лондоне, где занял в десятиборье 13-е место.
В 2018 году стартовал на чемпионате Европы в Берлине, но провалил все попытки в метании диска и без результата досрочно завершил выступление.
В 2019 году на чемпионате Европы в помещении в Глазго так же не преодолел все дисциплины семиборья и досрочно снялся с соревнований.
В мае 2020 года объявил о завершении карьеры профессионального спортсмена.